# Nelson Sarmento Viegas
Nelson Sarmento Viegas (sinh ngày 24 tháng 12 năm 1999) là một cầu thủ bóng đá hiện tại thi đấu cho Đội tuyển bóng đá quốc gia Đông Timor ở vị trí hậu vệ.

## Sự nghiệp quốc tế
Viegas ghi bàn thắng quốc tế đầu tiên vào lưới Campuchia vào ngày 21 tháng 10 năm 2016.

### Bàn thắng quốc tế
| #  | Ngày                 | Địa điểm                                    | Đối thủ   | Tỉ số | Kết quả | Giải đấu               |
| -- | -------------------- | ------------------------------------------- | --------- | ----- | ------- | ---------------------- |
| 1. | 21 tháng 10 năm 2016 | Sân vận động Olympic, Phnôm Pênh, Campuchia | Campuchia | 2–2   | 2–3     | Vòng loại AFF Cup 2016 |